# Хасанов, Тагирзар Файзенсович
Тагирзар (Тагир) Файзенсович Хасанов (1954, Грузинская ССР) — советский биатлонист, двукратный чемпион СССР в эстафетах (1976 и 1977). Мастер спорта СССР международного класса (1978).

## Биография
Родился в Грузии, но в юном возрасте переехал в Тюмень, где начал заниматься лыжными гонками и биатлоном. Представлял спортивное общество «Динамо» и город Тюмень. Воспитанник тренеров Анатолия Илларионовича Владимирова, Николая Фёдоровича Захарова.
В 1974 году стал победителем юношеской гонки на соревнованиях «Ижевская винтовка». В 1975 году принимал участие в чемпионате мира среди юниоров в Италии. В 1976 году стал двукратным победителем молодёжного первенства СССР (Мурманск) в индивидуальной гонке и эстафете.
На чемпионате СССР дважды выигрывал золотые медали в эстафете, в 1976 и 1977 годах, оба раза в составе сборной общества «Динамо» вместе с Игорем Груздевым, Владимиром Очневым и Александром Тихоновым.
В 1978 году успешно выступил на международных динамовских соревнованиях в Польше в эстафетной гонке. Вместе с Владимиром Введенским, также принимавшим участие в этих соревнованиях, стал первым представителем Тюменской области, удостоенным звания Мастер спорта СССР международного класса по биатлону.